# Spam (Monty Python)
Spam är en känd sketch i den brittiska humorserien Monty Pythons flygande cirkus. Sketchen sändes första gången 1970 och handlar om två kunder som försöker beställa frukost, men i stort sett allt på menyn innehåller spam (pressad skinka), och en av kunderna i fråga vill absolut inte ha just spam. Enligt en hypotes har sketchen gett upphov till att ordet spam används för oönskad e-post, se skräppost.

## Roller
I sketchen deltar Terry Jones som servitrisen, Eric Idle som mr Bun och Graham Chapman som mrs Bun. I den tv-sända sketchen är också John Cleese med som ungraren men han är inte med i ljudinspelningen av sketchen.

## Sketchen
Sketchen är tre och en halv minut lång och utspelar sig på The Green Midget Café i Bromley och består av en diskussion mellan servitrisen, som har en meny där i stort sett alla rätter innehåller spam och mrs Bun, som önskar beställa något som inte innehåller spam.
Vid flera tillfällen avbryter en grupp vikingar konversationen genom att högt sjunga "Spam, lovely Spam, wonderful Spam". De avbryts av servitrisen flera gånger men återupptar sjungandet och sjunger starkare och starkare varje gång.
Sketchen hade premiär den 15 december 1970 som den sista sketchen i den 25:e delen av Monty Python's Flying Circus och i eftertexterna hade namnen på alla medverkande bytts ut så att deras namn antingen innehöll spam eller något annat ord från menyn. Ordet spam nämns minst 132 gånger i sketchen. Sketchen har också varit med i flera av Monty Pythons videor. 
Spam var en av få köttvaror som inte var ransonerade under och efter andra världskriget i Storbritannien. Britterna blev därför ganska trötta på det, därav sketchen.

### Meny
- Egg and bacon
- Egg, sausage and bacon
- Egg and spam
- Egg, bacon and spam
- Egg, bacon, sausage and spam
- Spam, bacon, sausage and spam
- Spam, egg, spam, spam, bacon and spam
- Spam, spam, spam, egg, and spam
- Spam, spam, spam, spam, spam, spam, baked beans, spam, spam, spam and spam
- Lobster thermidor aux crevettes with a Mornay sauce garnished with truffle paté, brandy and with a fried egg on top and spam
- Spam, sausage, spam, spam, spam, bacon, spam, tomato and spam (bara i lp-versionens meny, men i tv-versionen försöker ungraren beställa det)

## Citat

### Utdrag ur sketchen
Mr Bun: Vad har ni?

Servitris: Vi har ägg och bacon; ägg, korv och bacon; ägg och spam; ägg, bacon och spam; ägg, bacon, korv och spam; spam, bacon, korv och spam; spam, ägg, spam, spam, bacon och spam; spam, korv, spam, spam, spam, bacon, spam, tomater och spam; spam, spam, spam, spam, ägg och spam; spam, spam, spam, spam, spam, spam, vita bönor i tomatsås, spam, spam, spam och spam.